# تود راسيل
تود راسيل هو سياسي كندي، ولد في 22 ديسمبر 1966 في كندا. حزبياً، نشط في الحزب الليبرالي الكندي. وقد انتخب عضو مجلس العموم الكندي.